# Németh Zoltán (újságíró)
Németh Zoltán (Kishegyes, 1956. március 18. –) vajdasági magyar újságíró, Németh István idősebb fia.

## Élete
Kishegyesen, Németh István és Tóth Ibolya első fiaként született. Az általános iskolát és a gimnáziumot Újvidéken végezte el 1974-ben, majd a Közgazdasági Főiskola idegenforgalmi szakán kapott diplomát 1979-ben. Ettől fogva a Magyar Szó újságírója, 1996 és 1998 között főszerkesztő-helyettese volt. A Recefice című lap alapító igazgatója (1997–1998). 2021-ben nyugalomba vonult.

## Művei
- Téves csatatéren I. (többekkel, 1993)
- Téves csatatéren II. (többekkel, 1996)
- Balkáni fenevad; Napló, Újvidék, 1995